# Ophiosphalmidae
Ophiosphalmidae (лат.) — семейство иглокожих из отряда Ophiurida класса офиур.

## Описание
Морские иглокожие. Диск пятиугольный; плоский (на уровне рук-лучей). Дорсальный диск без гранул; с первичными пластинами; без шипов, но с чешуей. Пластина спинного диска без бугорков. Форма лучей неразветвленная; длина более 3-4-кр. диаметра диска; покрытие без гранул/шипов/бугорков. Гребни лучей отсутствуют. Дорсальная пластина лучей развита. Дополнительная дорсальная пластина лучей отсутствует. Имеется вентральная пластина руки.

## Классификация
Выделяют следующие родовые таксоны:
- Ophiolipus  Lyman, 1878 — 3 вида
- Ophiomusium  Lyman, 1869 — 27 видов
- Ophiosphalma  H.L.Clark, 1941 — 24 вида